# Venustiano Carranza
Venustiano Carranza (teljes nevén José Venustiano Carranza Garza; Cuatro Ciénegas, 1860. január 14. – Tlaxcalantongo, 1920. május 21.) mexikói politikus, Coahuila állam kormányzója, a mexikói forradalom résztvevője, majd Mexikó elnöke.

## Származása
A Carranzák egy régi spanyol család leszármazottai, első tagjuk 1527-ben érkezett meg az amerikai földrészre. A családnak a dél-mexikói Michoacán állam területén, Morelia és Cotija térségében voltak birtokaik. Venustiano dédapja alapította a Coahuila-beli Cuatro Ciénegas városát, apja, Jesús Carranza Neira pedig részt vett a reformháborúban és Benito Juárez híveként harcolt a francia megszállás ellen is, akit fegyverrel, lőszerrel, lovakkal és pénzzel is támogatott. A köztársaság visszaállítása után ezért földbirtokokat juttattak neki, ebből pedig el tudta tartani népes családját. Feleségét, Venustiano anyját María de Jesús Garzának hívták.

## Fiatalkora
Venustiano Carranza szülei tizenöt gyermeke közül a tizenegyedikként született, több forrás szerint 1859. december 29-én, de 1860. január 22-én kelt keresztlevele egy nyolc napos gyermeket említ, ez alapján pedig születési dátuma 1860. január 14.
A saltillói Ateneo Fuente iskolában tanult, majd 1874-ben a frissen alapított mexikóvárosi Escuela Nacional Preparatoriába iratkozott be. Orvosnak készült, de Carmona y Valle doktor kezelésének ellenére látása olyan súlyosan megromlott, hogy abba kellett hagynia tanulmányait. Hazatért Coahuilába, és állattenyésztéssel kezdett foglalkozni. Fővárosi évei alatt egy ideig udvarolt José Martí kubai író és szabadságharcos húgának, de a lány hamarosan meghalt. 1882-ben Virginia Salinast vette feleségül, akitől két lánya született: Virginia és Julia, valamint egy fia, aki azonban nagyon fiatalon elhunyt.

## A forradalom előtt
Első politikai tisztségét, a Cuatro Ciénegas-i községi elnöki posztot 1887-től kezdve töltötte be, később 1894 és 1898 között ismét ebben a pozícióban tevékenykedett. Amikor José María Garza Galánt megpróbálták újrajelöltetni Coahuila kormányzói tisztségére, Carranza csatlakozott az ellene kitört lázadáshoz, de amikor helyette mégis José María Múzquiz lett a jelölt, letette a fegyvert. Volt helyi képviselő, országos képviselőhelyettes, 1908-ban pedig ideiglenes coahuilai kormányzó is. Közvetlenül a forradalom előtt Bernardo Reyes hívei közé tartozott.

## A forradalomban

### Maderistaként
Amikor 1910 november 20-án kitört a forradalom, Francisco Ignacio Madero pártjára állt. 1911 májusában a maderista erők elfoglalták Ciudad Juárezt, délen pedig a zapatisták fenyegették Mexikóvárost, ezért Porfirio Díaz elnök lemondott és elmenekült az országból. Madero megalakította első kormányát, Carranzát a hadügyek irányítójává nevezte ki annak ellenére, hogy semmilyen katonai tapasztalata nem volt. Ez lett az egyik oka a győzelem utáni első konfliktusnak a forradalmárok táborában. Hamarosan ismét Coahuila kormányzója lett, de 1913 februárjában, az úgynevezett tragikus tíz nap eseményei során lázadók megdöntötték a Madero-kormányt, és megölték az elnököt és José María Pino Suárez alelnököt is. Az ország új államfője a lázadás résztvevője, Victoriano Huerta lett.

### Harc a Huerta-rendszer ellen
Carranza nem ismerte el a Huerta-kormányt, ezért 1913. március 26-án kiadta a Guadalupe-tervet, amelyben kormányellenes harcra szólított fel. Egyesíteni próbálta a különböző erőket Huerta ellen, ebben eleinte sikerrel is járt, egyre többen csatlakoztak hozzá. Átkelt a Mapimí-medencén, eljutott Sonora államba, ahol csatlakozott hozzá többek között Álvaro Obregón, Plutarco Elías Calles és Ángel Flores is. Kibontakozott a forradalom újabb szakasza: a Carranza által irányított alkotmányvédő (konstitucionalista) erők országszerte harcot folytattak Huerta rendszere ellen.
Északon három nagy forradalmi hadosztály alakult ki: Obregón vezetésével az északnyugati, Pancho Villa irányításával az északi, Pablo Gonzálezével pedig az északkeleti. Számos győzelmet arattak 1913-ban és 1914 első felében, június 23-án pedig döntő ütközetre került sor Zacatecasban, amelyet szintén a felkelők nyertek meg. Huerta augusztusban elhagyta a fővárost, Obregón erői pedig győzedelmesen bevonultak oda. Így született meg a teoloyucani egyezmény, amelynek értelmében az eddigi szövetségi (huertista) hadsereg feloszlott, az ideiglenes államelnöki posztra pedig Carranzát jelölték ki.

### A konstitucionalista mozgalom
Már a Huerta-kormány megdöntése előtt súlyos ellentétek alakultak ki Carranza és az alsóbb osztályokból származó vezérek: Villa és Zapata között. Utóbbiak ragaszkodtak a földosztáshoz, míg Carranza elsősorban az 1857-es alkotmányt kívánta visszaállítani megfelelő módosításokkal, és más jellegű szociális reformokat sürgetett. Carranza úgy vélekedett Villáról, hogy vad és veszélyes ember, míg a villisták szerint Carranza törvénytelenül ragadta magához a hatalmat. A forradalom újabb szakaszába lépett: ezúttal a carranzisták és a villisták-zapatisták között alakult ki polgárháború. Villa és Zapata 1914 végén bevonult Mexikóvárosba, Carranza pedig a keleti partokon fekvő Veracruzba telepítette át kormányát. A következő év során Carranza erői számos jelentős győzelmet arattak a velük szembán álló erők fölött, 1915 végére már szinte az egész ország fölött átvették az ellenőrzést.
Carranza Querétaro városát nyilvánította Mexikó fővárosává, és innen irányította az országot. 1916 szeptemberében itt hirdette ki, hogy a városba összehívja az ország történetének negyedik alkotmányozó nemzetgyűlését. Az alkotmányozó gyűlés decembertől és januárig tartott, majd 1917. január 31-én aláírták az új alkotmányt, amit Carranza február 5-én hirdetett ki.
Az új alkotmány életbe lépése után országos választásokat írtak ki: a képviselők és kormányzók megválasztása mellett a köztársasági elnök személyéről is szavaztak az emberek. Ez utóbbi választást Carranza nyerte meg, május 10-én foglalta el régi-új hivatalát.

### Az Agua Prieta-i felkelés
A közelgő 1920-as választás előtt az emberek három elnökjelölt köré csoportosultak. A többség a Carranzával szembefordult Álvaro Obregónt és Pablo González tábornokot támogatta, Carranza pedig Ignacio Bonillas mellé állt, amellyel jelentős kisebbségbe szorult. Áprilisban Sonora államban, Obregón és társai, Plutarco Elías Calles és Adolfo de la Huerta hazájában az Agua Prieta-terv kiadásával egy felkelés indult ki, amelynek résztvevői kimondták: nem ismerik el többé Carranza kormányát. Mivel a hadsereg nagy része országszerte csatlakozott a lázadáshoz, Carranza és kormánya kénytelen volt elmenekülni Mexikóvárosból. Újra a keleti partok, Veracruz felé vették az irányt.

## Halála
Halálának pontos körülményei ma sem tisztázottak. Annyi bizonyos, hogy menekülése közben 1920. május 20-án este egy tlaxcalantongói fakunyhóban szállt meg, amikor 21-én hajnalban egy csoport fegyveres betört a kunyhóba, és lövöldözés tört ki. Carranzát eltalálták a lábán, utolsó szavai több tanú szerint a következők voltak: „Eltörték a lábamat, nem tudok mozogni.”
Hogy ezek után pontosan mi történt, arról eltérőek a vélekedések. Az elterjedtebb változat szerint a lövöldözés folytatódott, újabb lövések találták el az elnököt, aki ebbe halt bele, de vannak, akik szerint valószínűbb, hogy saját pisztolyával háromszor mellbe lőtte magát. Mivel a testébe fúródott lövedékeket sohasem vizsgálták meg, ezért ma sem tudni, hogy azok saját pisztolyából vagy a támadók karabélyaiból származnak.

## Emlékezete
Róla neveztek el több mint 100 települést Mexikó-szerte, valamint az ő nevét viseli 1970 óta Mexikóváros egyik kerülete is. Azt a világítótoronnyal is rendelkező veracruzi épületet, ahol 1914-ben kormányának székhelyét berendezte, ma Faro Venustiano Carranzának (Venustiano Carranza világítótorony) nevezik.

## Magánélete, személyisége, tulajdonságai
Venustiano Carranza jellegzetes alak volt: testes, 190 cm magas (John Reed újságíró szerint két méteres) termetéről és jellegzetes szakálláról (amit gyakran fésülgetett bal kezének ujjaival) könnyen felismerhető volt. Beszéde, mozdulatai lassúak voltak, Luis Cabrera Lobato véleménye szerint a felfogása is, mások viszont éles eszűnek mondták. Kiegyensúlyozott, kitartó (sőt, sokszor makacs), szorgalmas, türelmes, már-már sztoikus személyiség volt.
Nem szívesen fogadott senkit négyszemközt, de ha mégis, akkor az ilyen találkozókon az ablak elé, annak háttal szeretett leülni, Blasco Ibáñez szerint azért, hogy így alakjára árnyék vetüljön, de aki vele szemben ül, azt jobban láthassa a fényben. Valószínűleg ugyanezért kedvelte a sötétített szemüveglencséket is.
Erősen érdeklődött a történelem, azon belül is a mexikói reformháború és Benito Juárez személye iránt, az európai témák közül pedig leginkább a francia történelem foglalkoztatta.